# 克里斯托
克里斯托（法語：Cristot）是法国卡尔瓦多斯省的一个市镇，属于卡昂区。该市镇总面积3.92平方公里，2009年时的人口为214人。

## 人口
克里斯托人口变化图示
| 数据来源：INSEE |